# Parco di Kasai Rinkai
Kasai Rinkai Park (葛西臨海公園?, Kasai Rinkai Kōen) è un parco di Edogawa, a Tokyo, che ha aperto le porte il 1 giugno 1989. Nel parco vi è un acquario ed un santuario per uccelli, creato nel 1994. Il parco, che si estende su 80 ettari, è stato costruito su una terra recuperata sul mare che include due isole artificiali, una torre panoramica ed un albergo. Si tratta del secondo parco per dimensione di Tokyo (dopo il parco Mizumoto).
Circa un terzo del parco è progettato per essere un santuario di uccelli ed ospita un Centro sugli uccelli marini che fornisce visitatori informazioni sulle Specie locale di uccelli. Nel parco, sono presenti anche due spiagge costruite dall'uomo. La spiaggia ad ovest è collegata alla terraferma dal ponte Kasai Nagisa e molto frequentata dai villeggianti,  mentre la spiaggia ad est non è accessibile al pubblico poiché è un habitat protetto per l'avifauna.
Il parco è servito dalla stazione di Kasairinkai-Kōen.

## Galleria d'immagini

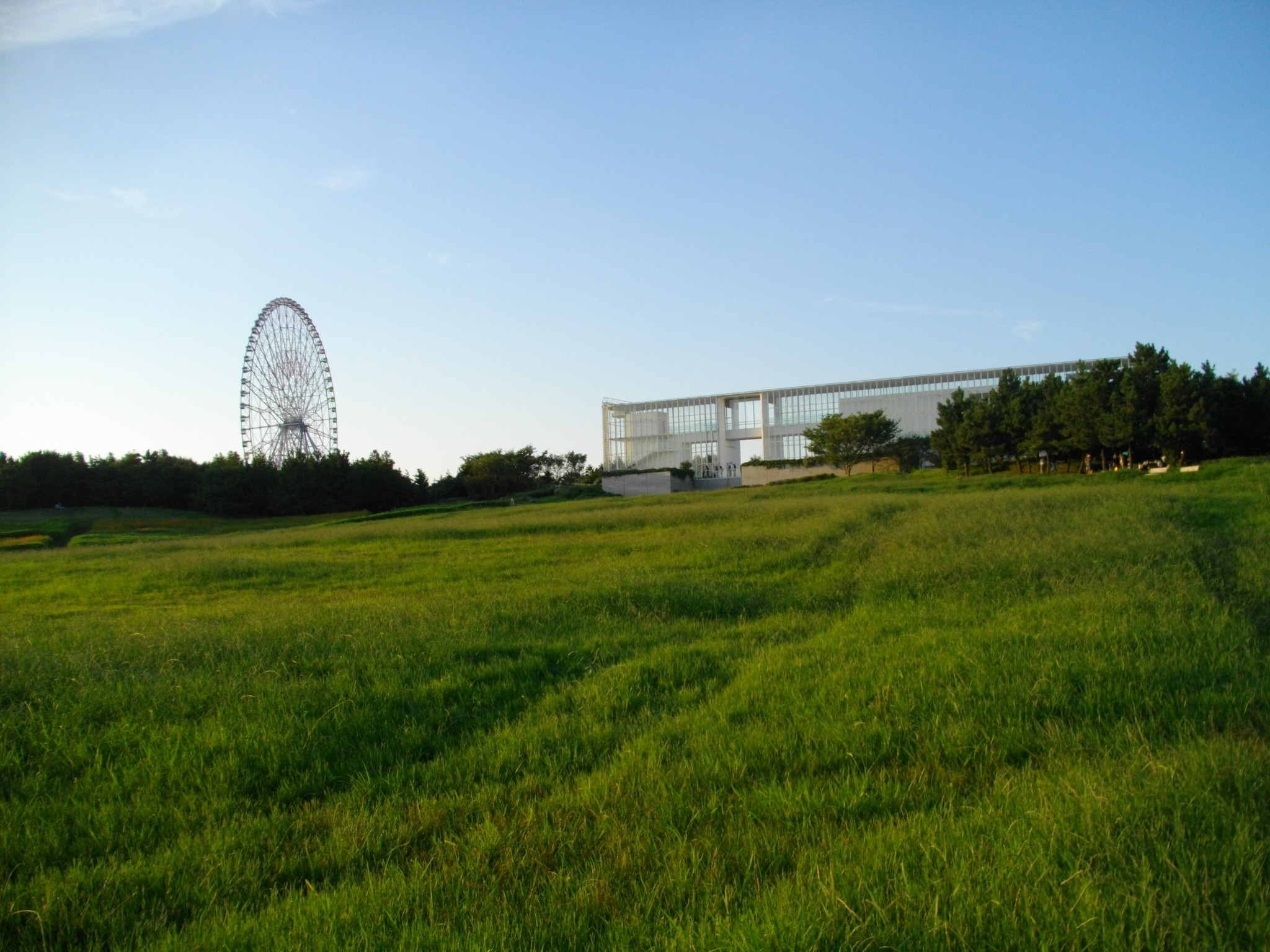
La ruota panoramica e l'edificio di cristallo
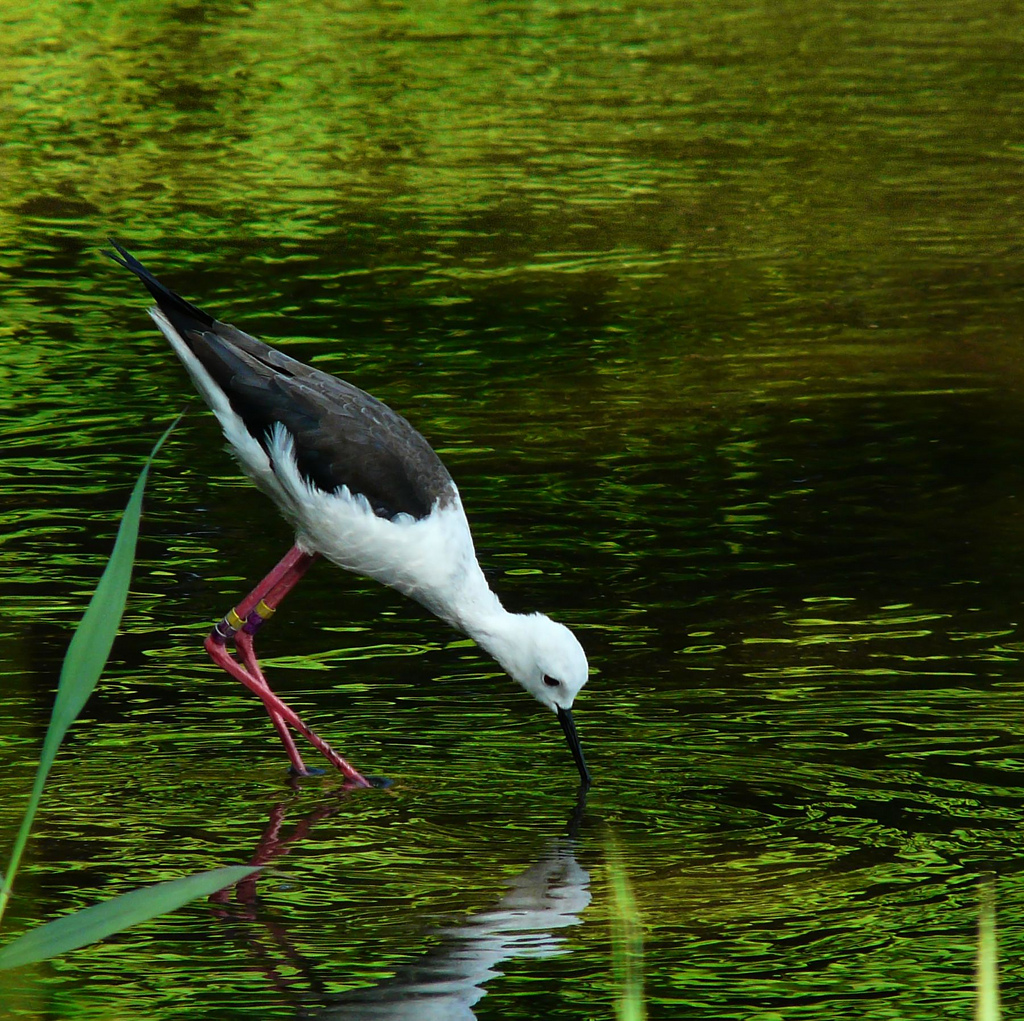
Cavaliere d'Italia nel parco
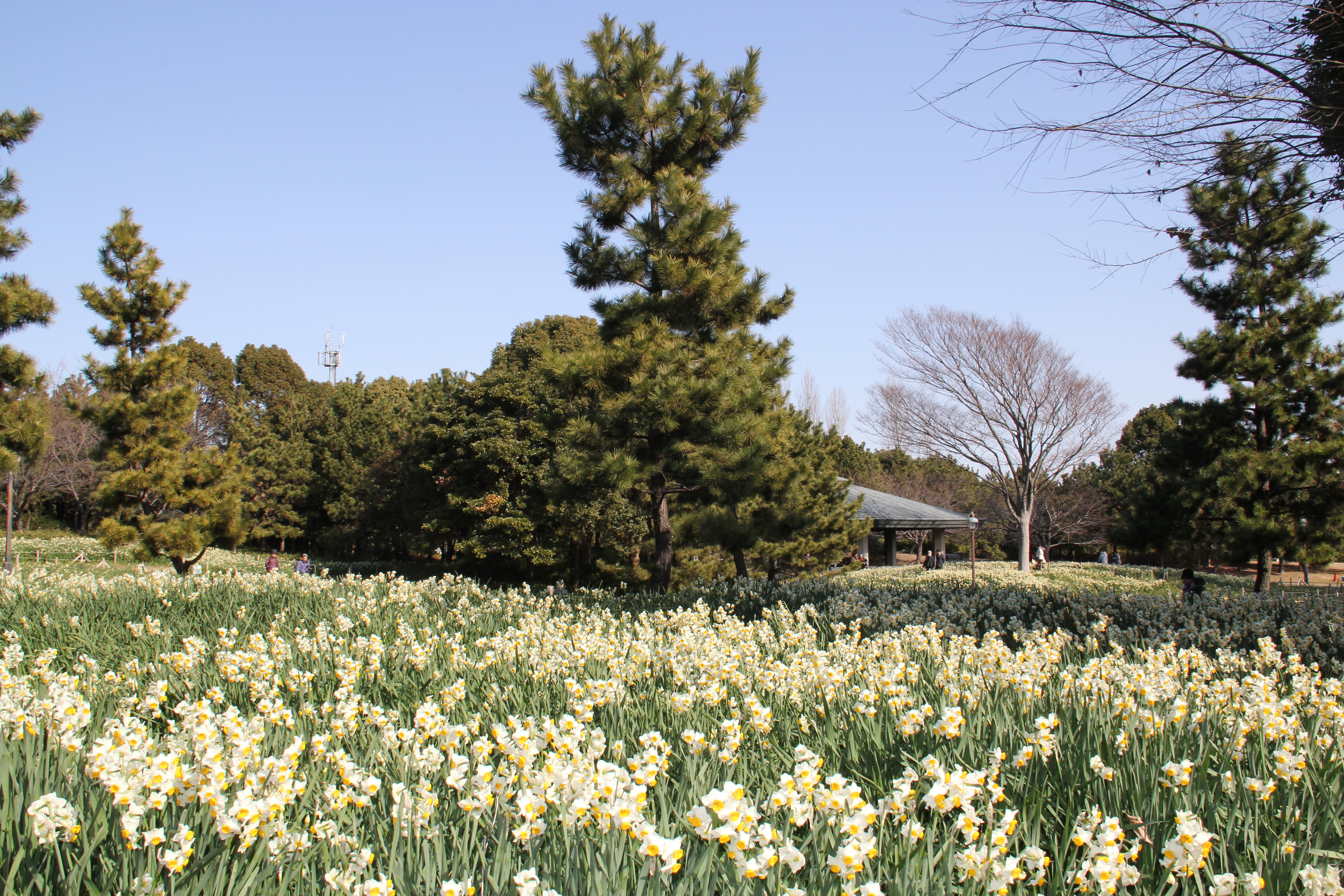
Prati in fiore
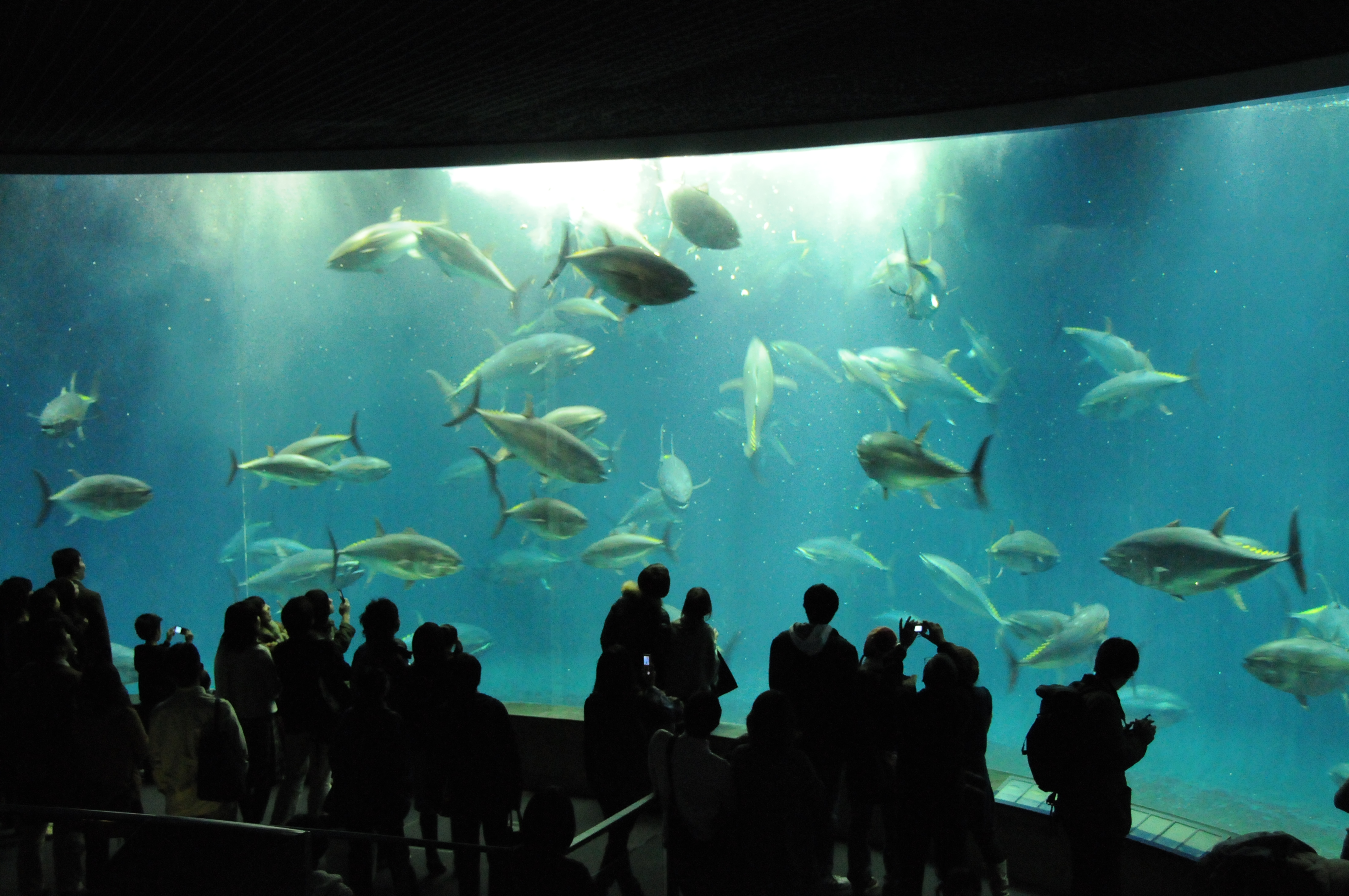
L'acquario
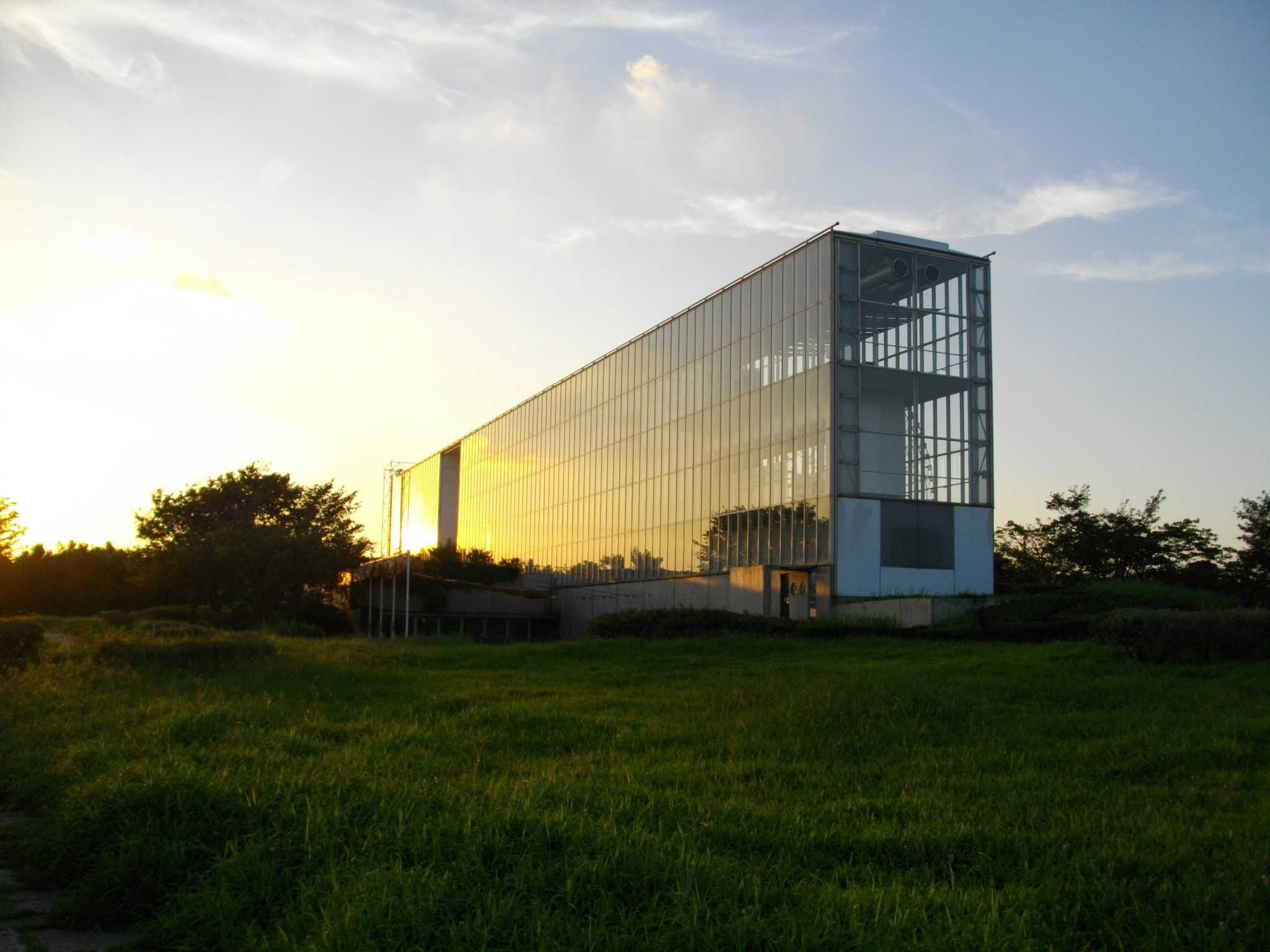
Il Crystal View